# Laminatoio Properzi

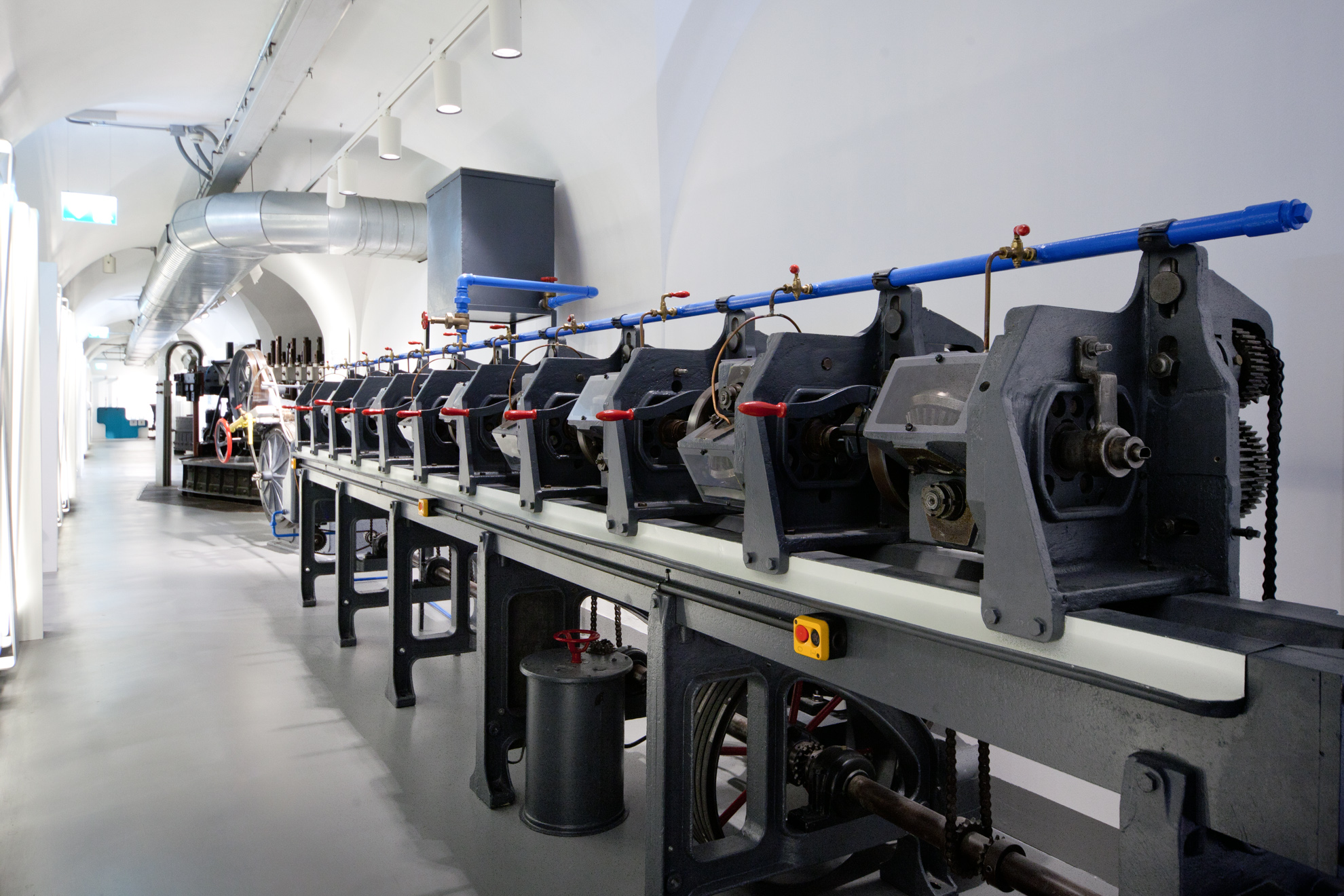
Il laminatoio Properzi esposto al Museo nazionale della scienza e della tecnologia Leonardo da Vinci di Milano.

Il Continuus Properzi o laminatoio continuo processo Properzi, più noto semplicemente come laminatoio Properzi, è una macchina laminatrice per la lavorazione del piombo e altri metalli con processo di colata continua e laminazione diretta. Inventato da Ilario Properzi nel 1947-1948 come seconda parte del suo Sistema CCR (Continuous Casting and Rolling - colata continua in conchiglia chiusa e laminazione diretta), il laminatoio continuo rivoluzionò la lavorazione dei fili di metallo.
Il laminatoio produceva filo di piombo a partire da una barra di piombo.

## Storia

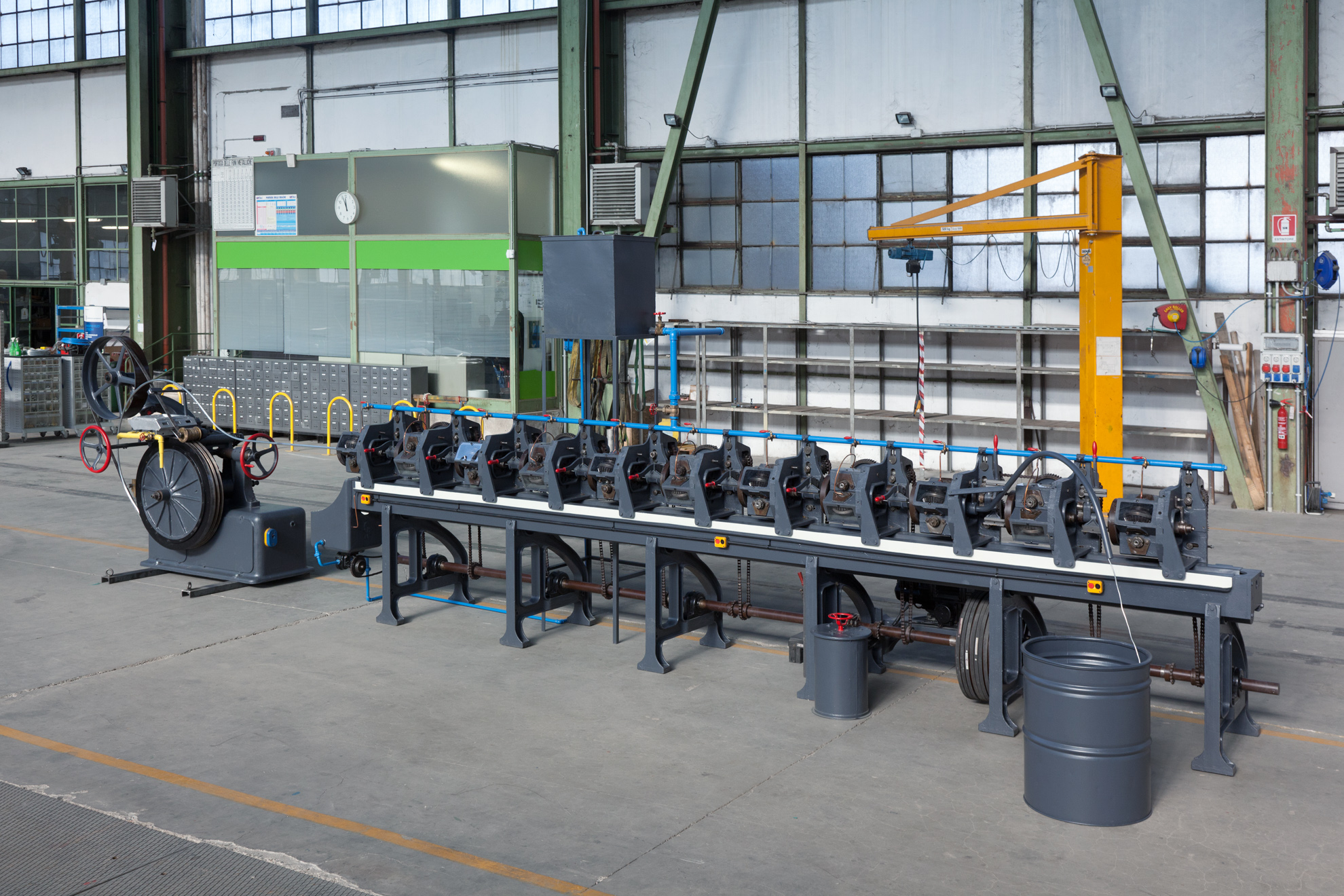
Il laminatoio Properzi

Prima dell'invenzione di Ilario Properzi, produrre fili di metallo era un lavoro lungo, duro e costoso. Bisognava innanzitutto trasformare il metallo fuso in barre e billette e, in un secondo tempo, laminarle a caldo per ottenere vergella e filo. Tutto per ottenere circa 100 kg di materiale al giorno, e non sempre della lunghezza necessaria. Spesso la testa e la coda del filo dovevano essere tagliate, ripulite e saldate, alle volte utilizzando leghe preziose per la saldatura (come nel caso dei fili di rame per la telefonia che venivano saldati con leghe di argento).
Il "Sistema CCR", capace di produrre vergella dal metallo fuso in pochi minuti, viene brevettato da Ilario Properzi nel 1948, dopo due anni di lavoro al progetto. Nello stesso anno, il primo modello per piombo e zinco (che fondono rispettivamente a 328 e a 420 °C) viene presentato alla Fiera di Milano e poi inviato a San Gavino, dov'è rimasto in funzione in una fabbrica che produce pallini da caccia.
Properzi lavora direttamente sul secondo modello, quello esposto presso il Museo Nazionale della Scienza e della Tecnologia.
Negli anni cinquanta Properzi estende la sua produzione all'alluminio (punto di fusione 660 °C) e inizia a lavorare con il rame (punto di fusione 1083 °C). Il mercato inizia a chiamare "Properzi rod" la vergella di alluminio in matasse di grande lunghezza.
Gli anni sessanta vedono le macchine di Properzi diventare più grandi, complicate e sofisticate. Giunge infine il riconoscimento mondiale, con la nascita del Modello 7. Dopo molti tentativi di convincere l'industria del rame ad accettare ed utilizzare la sua macchina, Properzi riesce a venderla a due compagnie, una russa e una americana. Le macchine hanno ancora bisogno di essere perfezionate, ma appare subito chiaro che i vantaggi del nuovo processo sono numerosi.
Dal punto di vista meccanico e costruttivo, Properzi fa il passo decisivo nel 1966, con la nascita del Modello 8. Questo sistema convince la grande manifattura nordamericana, dimostrando che il "Sistema CCR" è più che in grado di sopperire alla richiesta della grande produzione. Nei primi anni settanta, macchine capaci di produrre 100.000 tonnellate di filo di rame all'anno vengono vendute in Svezia, Italia e Grecia e nel 1973 Ilario Properzi viene insignito dalla International Association of Wire del premio Mordica Memorial per "il suo contributo all'industria del cavo, attraverso la ricerca, lo sviluppo, l'innovazione e altri contributi tecnici".

## Funzionamento
La barra proveniente dalla macchina per colata continua, prima parte del "Sistema CCR", viene inserita direttamente nel laminatoio a trio in linea, dove si riduce a vergella di spessore 4 mm.

## Descrizione
Il laminatoio costituisce la seconda parte del "Sistema CCR" (Continuous Casting and Rolling - colata continua in conchiglia chiusa e laminazione diretta).
La macchina è composta da 11 gabbie di laminazione (su 13 presenti originariamente) a trio in linea, un sistema di raffreddamento ad acqua e un motore elettrico con reostato. In ogni gabbia, i tre cilindri sono montati a 120° l'uno rispetto all'altro (90-210-330 o 30-150-270 a gabbie alterne), in modo da garantire l'ottenimento di una barra a sezione triangolare ed esagonale nelle prime gabbie e di una vergella a sezione triangolare e circolare nelle ultime.
Grazie alla posizione dei cilindri, la deformazione del metallo avviene sempre in direzione longitudinale ed elimina le imperfezioni sempre riscontrabili in prodotti ottenuti tramite laminatoi a duo.
Il sistema di raffreddamento a getto d'acqua scorre lungo tutta la parte superiore del laminatoio, mentre una vasca per il recupero dell'acqua scorre lungo tutta la parte inferiore. Le parti suscettibili a movimentazione manuale (manopole) sono colorate di rosso, secondo quanto indicato dalla regolamentazione dell'epoca. Corredano la macchina un motore elettrico, un reostato e un serbatoio atto a contenere l'acqua del sistema di raffreddamento. Il motore e il reostato sono posizionati in modo da poter fornire il movimento di rotazione ai cilindri mediante alberi, allunghe, giunti e snodi.
Il forno elettrico a resistenza è di forma cilindrica con chiusura manuale a soffietto; le parti suscettibili a movimentazione manuale sono colorate di rosso.